# Alcocer
Alcocer es un municipio y localidad española de la provincia de Guadalajara, en la comunidad autónoma de Castilla-La Mancha. El término municipal, ubicado en la comarca de La Alcarria, tiene una población de 315 habitantes (INE 2024).

## Geografía
Integrado en la comarca de La Alcarria, se sitúa a 65 km de la capital provincial. El término municipal está atravesado por la carretera nacional N-320, entre los pK 198 y 212, además de por la carretera autonómica CM-2015, que se dirige hacia Millana, y por una carretera local que permite la comunicación con Alcohujate cruzando el embalse de Buendía. Está situado en el centro del antiguo señorío de la Hoya del Infantado.
El relieve del municipio está caracterizado por el paisaje típicamente alcarreño con lomas, cerros dispersos y altiplanos por el norte, y el embalse de Buendía al sur. La altitud oscila entre los 1038 m al norte (monte La Marihuana) y los 720 m a orillas del embalse. El pueblo se alza a 781 m sobre el nivel del mar.
| Noroeste: Pareja                | Norte: Millana           | Noreste: Salmeroncillos (Cuenca)    |
| Oeste: Sacedón                  |                          | Este: Villar del Infantado (Cuenca) |
| Suroeste: Cañaveruelas (Cuenca) | Sur: Alcohujate (Cuenca) | Sureste: Castejón (Cuenca)          |

## Historia
Alcocer, como la propia etimología de su nombre indica, es una población de origen andalusí. El topónimo procede del árabe al-Quṣayr (القصير), que significa "el palazuelo", diminutivo árabe de al-qaṣr (القصر), "alcázar" o "el palacio". No se conoce a ciencia cierta si hubo algún asentamiento anterior al árabe. No obstante, en su término municipal se han descubierto asentamientos íberos, celtíberos y romanos. 
La población actual nació pues a raíz de un asentamiento árabe, probablemente como casa de labranza que, posteriormente, pasó a convertirse en fortaleza para defender el paso por los márgenes del río Guadiela.
Tras la reconquista de la comarca a los musulmanes, asegurada desde el reinado de Alfonso VIII de Castilla, fue señora de esta villa Mayor Guillén de Guzmán, amante del rey Alfonso X antes de que este tomara en matrimonio a Violante de Aragón. Fruto de este idilio nació, como hija bastarda, Beatriz, futura reina de Portugal. En reconocimiento al aprecio que don Alfonso sentía por Mayor, le hizo entrega de un extenso señorío que abarcaba, entre otras, las villas de Cifuentes, Alcocer, Salmerón y Valdeolivas. Mayor nunca se sintió merecedora de tan alto linaje, por ello no contrajo matrimonio con Alfonso X y se retiró a Alcocer donde, en 1262, fundó el monasterio de San Miguel del Monte. Inicialmente dicho monasterio se encontraba a menos de media legua de la villa, pero dados los peligros que corrían las religiosas en un lugar tan apartado, fue trasladado dentro de la villa en el año 1373. A su antiguo solar llegaron religiosos de la orden de San Francisco que permanecieron en él hasta 1569, año en que también se mudaron al nuevo monasterio de Nuestra Señora de los Ángeles construido extramuros de la villa. Mayor murió en clausura y su cuerpo fue enterrado dentro del monasterio de las monjas Clarisas de San Miguel del Monte. Tras la mudanza a la villa se trasladó también su cuerpo que, curiosamente permaneció casi en perfecto estado hasta bien entrado el siglo XX. Pero al comienzo de la guerra civil, en 1936, desapareció junto con una escultura hecha en madera policromada, considerada una de las mejores obras funerarias de la Edad Media en Guadalajara.
Tras la muerte de Mayor, heredó el señorío su hija Beatriz, reina de Portugal. A ésta le sucedió su hija doña Blanca que lo vendió al infante don Juan Manuel. Tuvieron sus más y sus menos principalmente por falta de pago y doña Blanca canceló la venta en favor del infante don Pedro. Fue un litigio largo en el que al final se llegó a un acuerdo aunque don Pedro nunca quedó satisfecho y causó estragos en diversas localidades. Posteriormente, pasó a manos de la familia Albornoz y finalmente, los Reyes Católicos crearon un extenso señorío que llaman «del Infantado» y hacen donación en favor de don Diego Hurtado de Mendoza, primer duque del Infantado. Permaneció en manos de esta familia hasta finales del siglo XIX.
A mediados del siglo XIX, el lugar contaba con una población censada de 1352 habitantes. La localidad aparece descrita en el primer volumen del Diccionario geográfico-estadístico-histórico de España y sus posesiones de Ultramar de Pascual Madoz de la siguiente manera:

ALCOCER: v. con ayunt. de la prov. y adm. de rent. de Guadalajara (10 leg.), part. jud. de Sacedon (2), aud. terr. y c. g. de Madrid (18), dióc. de Cuenca (10): sit. en un llano á la falda de un pequeño cerro de hermosa vista; la bate el aire N. y O. y su clima es sano: constituyen la pobl., que conserva varios trozos de sus ant. murallas, y 4 puertas, 300 casas de regular fáb., las cuales forman varias calles llanas y muy bien empedradas: hay casa consistorial con cárcel; un pósito, un hospital que sirve de albergue á los mendigos y enfermos transeúntes; una escuela de instruccion primaria para niños, otra para ninas, una igl. parr. y una fuente de escelentes aguas para el consumo del vecindario; existe un real monast. de religiosas franciscas, fundación de D. Alonso el Sabio y de Doña Maria Guillen y Guzman, señora del Infantado, por los años de 1252, viviendo aun Sta. Clara que envió las primeras fundadoras: 3 ermitas tituladas de Ntra. Sra. de los Remedios, de la Soledad y del Espinar, y otro conv. de religiosos de S. Francisco, aruinado en el dia. Confina el térm. por N. con el de Millanas, S. con el de Alcobujate, O. con el de Corcoles, todos á 1/4 leg. de dist.. y al E. con el de Villar del Ladron á 3/4 en cuyo lado se halla la deh. boyal llamada de los Cabezos que ocupa 1/2 leg. en cuadro, y lo restante del térm. comprende 6,810 fan. de tierra, de las cuales se cultivan para granos en dos hojas que alternan por mitad 3,250; son de 1.ª calidad 300 fan., 500 de 2.ª y el resto de 3.ª: se destinan á viñedo 700, á olivares 1,500, á legumbres 60 y todas las del térm. pudieran emplearse en olivares y viñas, por ser el terreno muy á propósito para este plantío: en cambio se carece de pastos, y el ganado tiene que permanecer en el monte para evitar los daños que sufren los labradores en sus sembrados, el principal si no el único elemento de su riqueza: á dist. de 1/4 de leg. pasa el r. Guadiela con cuyas aguas se riegan unas 260 fan., da movimiento á 2 molinos harineros, 3 de aceite y un batan para las estameñas que en el pueblo se fabrican, y varios tintes y prendas para ellas; tiene un puente de piedra de 6 ojos, y se ven en sus márg. vestigios de aceñas y otras fáb. prod.: trigo, cebada, escaña, avena, aceite, vino y legumbres: se mantiene ganado lanar, vacuno, buen carnero, colmenas y caza menor: ind.: fáb. de hilado de estameñas y medias ordinarias que generalmente emplean en sus usos particulares. pobl.: 385 vec.: 1,352 alm.: cap. prod.: 7.850,000 rs. imp.: 423,500: contr.: 35,382 rs. 16 mrs. Habiendo reunido el Cid toda su gente en el año 1074, sitió y ganó á los moros el castillo de Alcocer. El rey de Valencia, Abubecar Alcamin, envió contra él su ejército; pero una noche salió y lo desbarató con gran matanza. De la presa que hizo en esta jornada, envió al rey D. Alonso 30 caballos escogidos, con otros tantos alfanges, pendientes de los arzones, y 30 cautivos, ricamente, vestidos para que los llevasen del diestro. En el año 1811 sufrió una notable dispersión en este pueblo el ejército español, pasándose algunos oticiales al bando de los franceses, á consecuencia de los secretos manejos que estos pusieron en juego para concluir con D. Juan Martin, el Empecinado. En setiembre de 1836, una columna carlista, compuesta de 400 hombres, bien armados y vestidos, al mando de D. José Chambonet, hermano político de Forcadell, llegó á este pueblo y á otros de la ribera del Tajo, de donde se llevó mas de 600 cab. de ganado, varias justicias y pudientes.
(Madoz, 1845, p. 451)

## Demografía
Alcocer cuenta con una población de 315 habitantes (INE 2024).
| Gráfica de evolución demográfica de Alcocer entre 1842 y 2021                                                       |
| |
| Población de derecho según los censos de población del INE Población de hecho según los censos de población del INE |

## Patrimonio

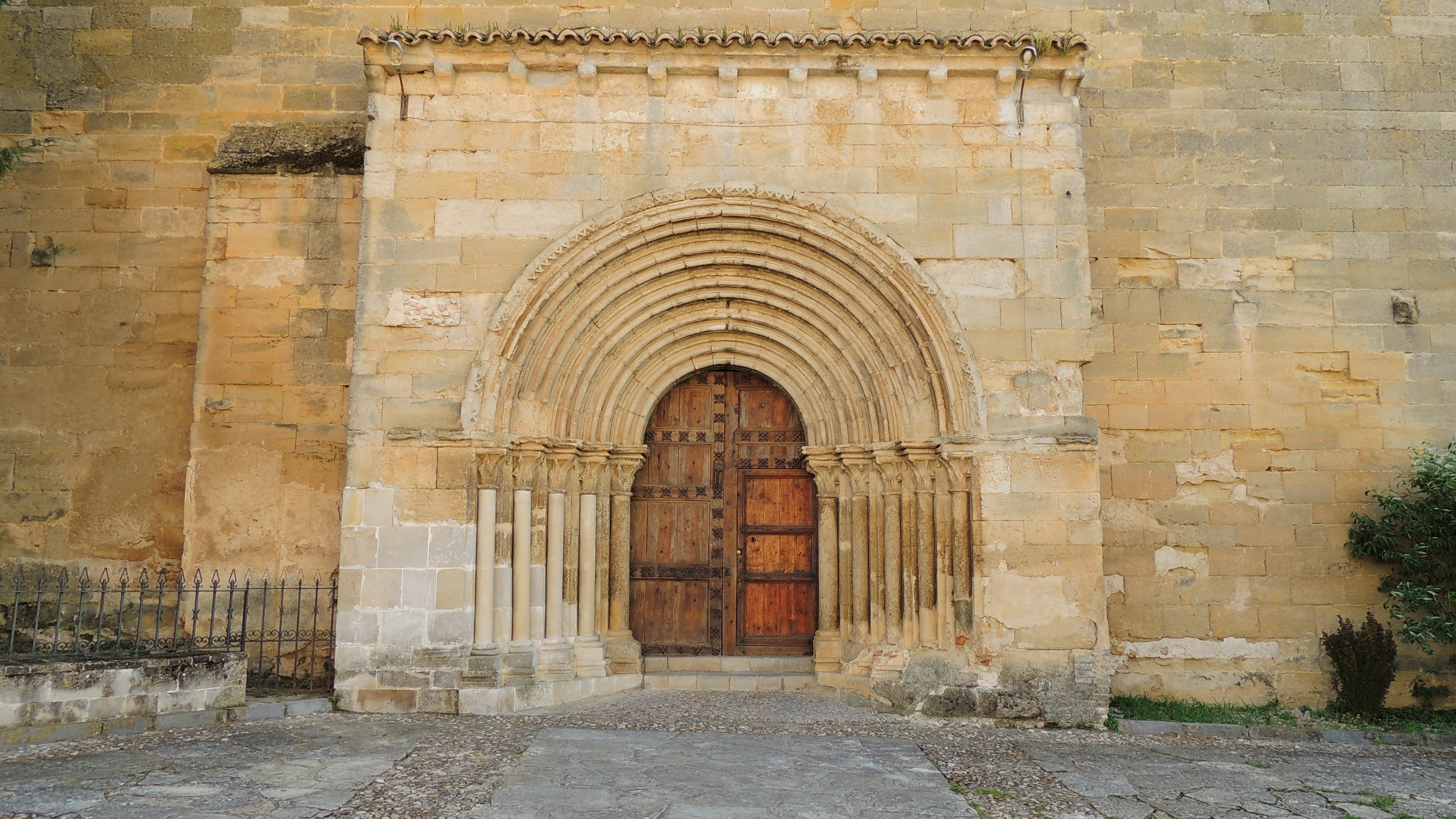
Portada de la iglesia parroquial de Nuestra Señora de la Asunción

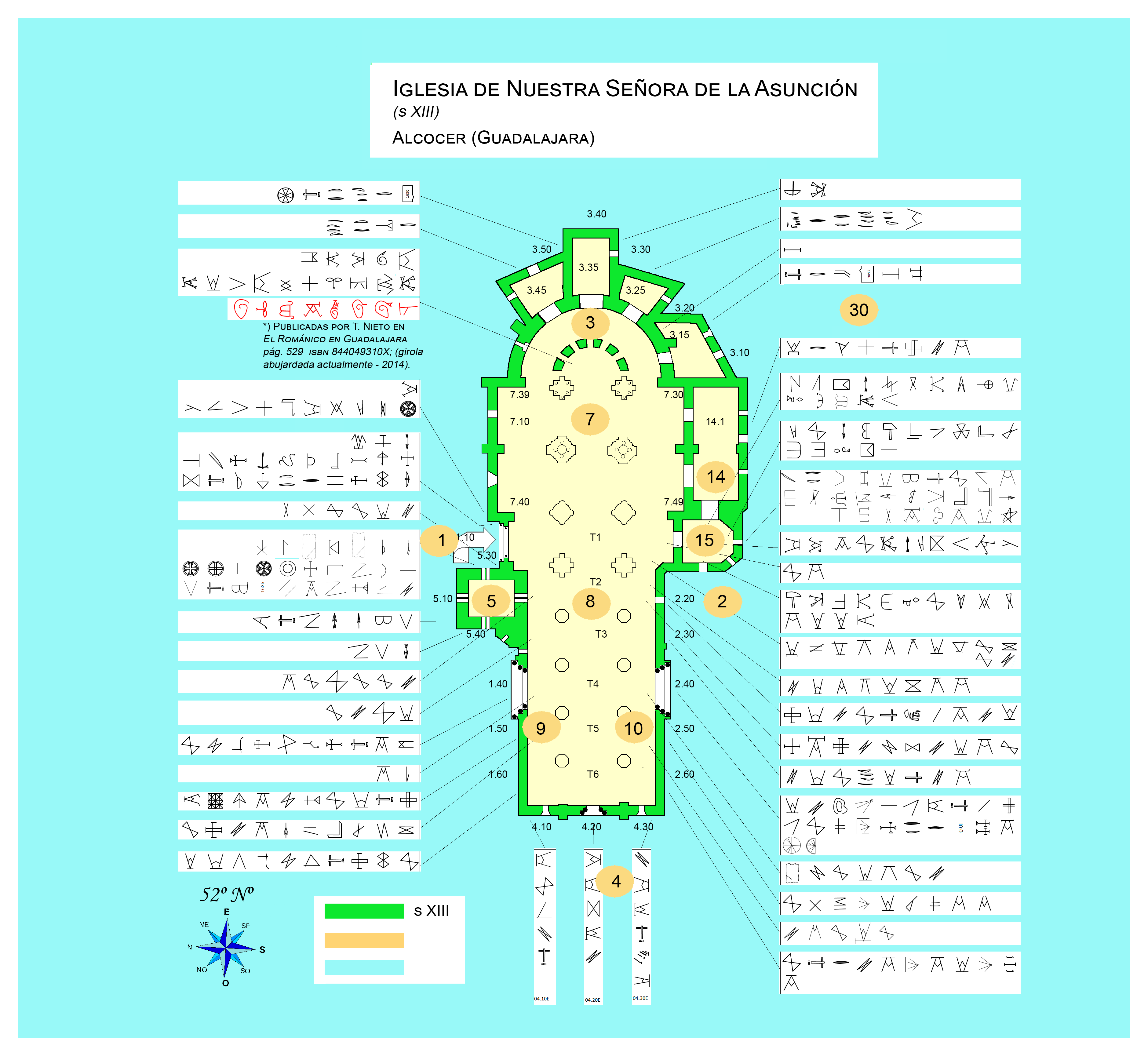
Aprox. a la planta y catálogo de marcas de cantero

El monumento principal de Alcocer es la iglesia parroquial de Nuestra Señora de la Asunción. Se trata de una construcción con un estilo de transición entre el románico y el gótico, con la particularidad de tener la planta de una catedral en miniatura. En la iglesia de N.ª S.ª de la Asunción, se han identificado un total de 1340 Marcas de cantero situadas en el exterior e interior del templo, además de las mostradas en rojo en el catálogo, publicadas por T. Nieto. Su torre, edificada sobre la antigua fortaleza árabe, yergue imperturbable presidiendo la Hoya del Infantado. Es considerada una de las mejores iglesias de la provincia de Guadalajara y recibe el sobrenombre, en absoluto exagerado, de La Catedral de la Alcarria.
De lo que fue su muralla hoy sólo quedan vestigios y de sus puertas, que eran cuatro, no queda hoy piedra sobre piedra. Tenía cuatro entradas, la puerta de Millana, la de Cuenca, la de Pareja y la de Huete o "Álvar Fáñez" (dice la leyenda que Álvar Fáñez, sobrino del Cid Campeador, fue quien conquistó a los moros la villa de Alcocer).

## Fiestas patronales
Tercer domingo de septiembre (Nuestra señora del espinar)